# Josef Jungmann

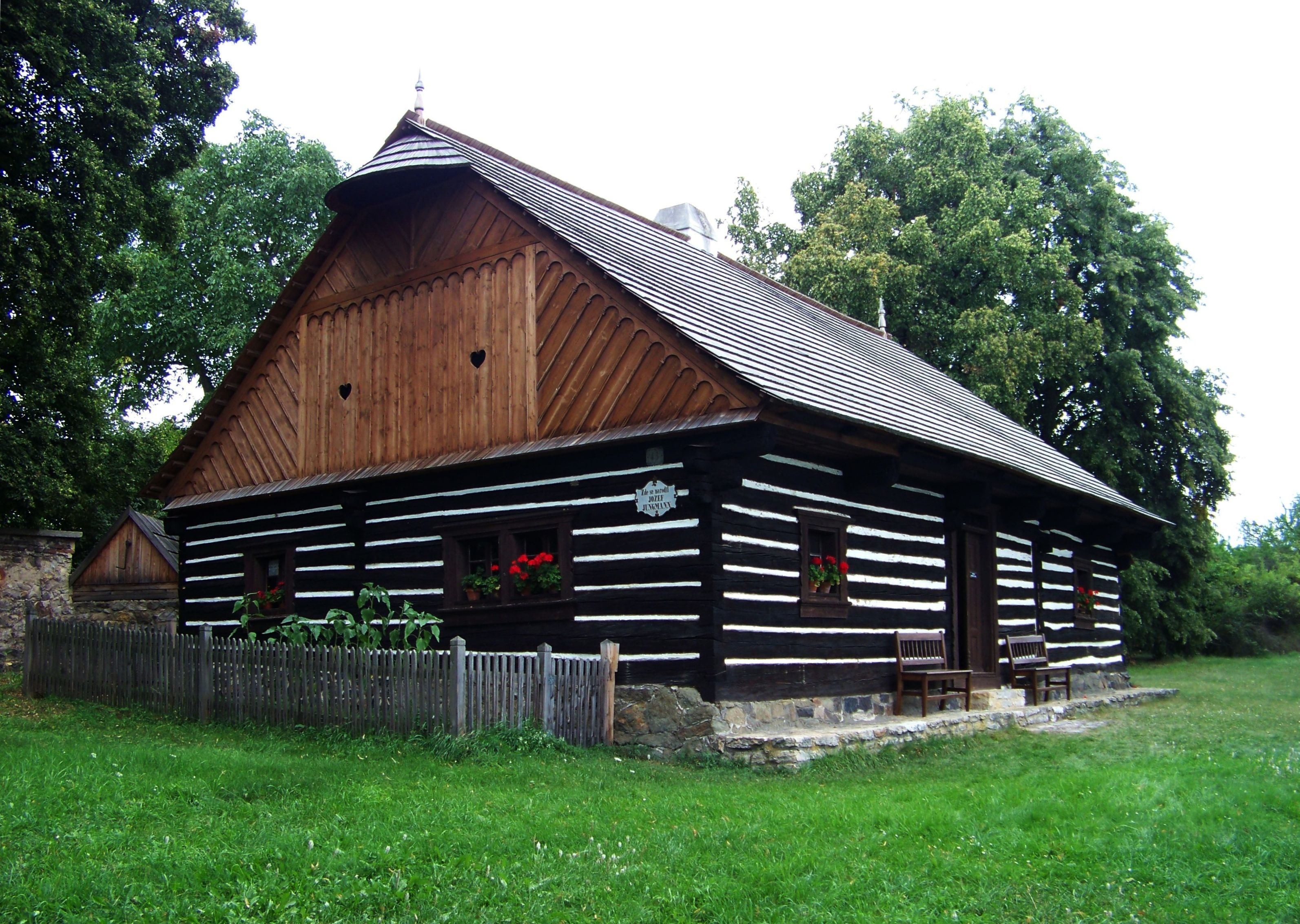
Szülőháza Hudlicében (2012)

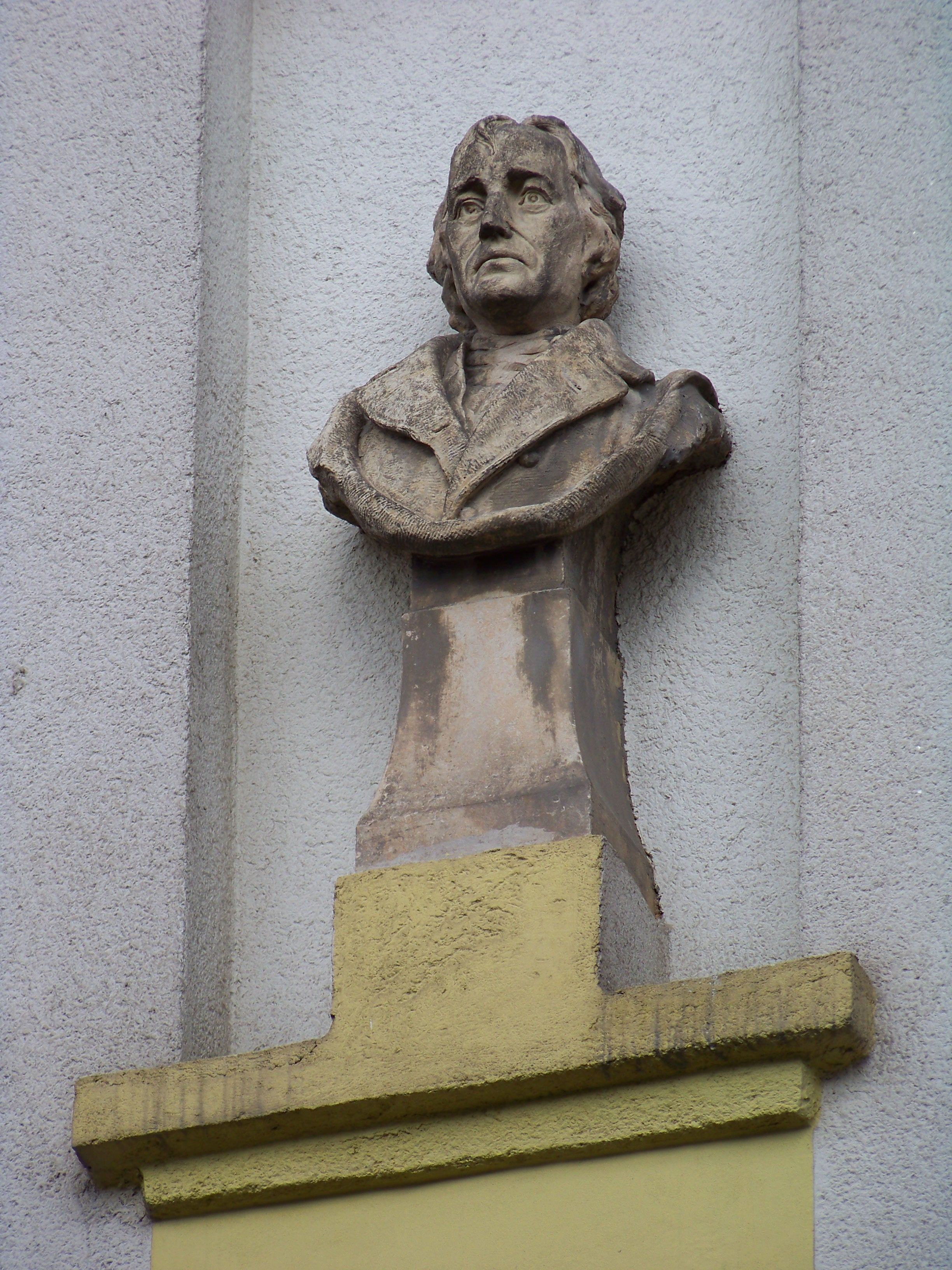
Mellszobra a róla elnevezett berouni általános iskolában

Josef Jakub Jungmann (Hudlitz [Csehország], 1773. július 16. – Prága, 1847. november 14.) cseh „nemzetébresztő” (národní buditel), irodalomtörténész, nyelvész, lexikográfus, költő, egyetemi tanár, műfordító, publicista.

## Életpályája
Hudlicében született, Berountól 8 km-re, egy szegény falusi varga és templomszolga fiaként. A gimnáziumi érettségi után beiratkozott a prágai egyetem jogi karára, azonban ezzel hamar felhagyott és  a litoměřicei gimnáziumban vállalt állást. Itt a növendékeit és a szeminaristákat ellenszolgáltatás nélkül  tanította cseh nyelvre. 1815-ben Prágába költözött, ahol az akadémiai gimnáziumban kapott tanári állást. Hamarosan a  vezéralakja lett a reformnemzedéknek. Mint ilyen, fontos szerepet töltött be a nemzeti megújulásért folytatott harcokban. Szorgalmazta a német helyett a cseh nyelv használatát a nemzeti kultúrában, mind az irodalomban, mind a tudományban. Bírálta az elnémetesedett cseh nemességet. Szorgalmazta a szláv kölcsönösséget a szláv népek egymás kultúrájának  megismerése, irodalmi fordítások és közös tudományos kutatások útján.  1820-as műve volt a Slovesnost aneb Sbirka příkladů s krátkym pojednánim o slohu  (Költészettan vagy Példatár rövid stílustanna). 
1825-ben megírta a cseh  irodalom történetét  (Historie literatury české).  Főműve azonban a  cseh-német szótár (Slovník česko-némecky, Prága, 1835—39, 5 kötetben), amellyel az újabb cseh nyelv és irodalom megalapítója lett. Apróbb munkái összegyűjtve Jungmanna sebrané drobné spisy címmel 1868—74 között jelentek meg Prágában.
Jelentős műfordító is volt: 1811-ben lefordította Milton Elveszett paradicsom című művét (2. kiad. Prága, 1843).
Jungmann társadalmi nézeteinek és törekvéseinek összességét tükrözi az 1871-ben megjelent naplója (Zápisky), amelyből kitűnik, hogy Jungmann Voltaire híve volt, elítélte az abszolutizmust kiszolgáló klérust.

## Emlékezete
Születésének 100. évfordulóján Prágában bronz szobrot állítottak neki. Prága egyik útvonalát róla nevezték el (Královské Vinohrady – Jungmannova třída).

## Magyarul megjelent művei
- A szépség és a szépművészet, a sokratesi és a keresztény bölcsészet nézetei szerint; ford. a győri nagyobb papnevelde Szent-Imre-Egyletének tagjai; Sauervein Ny., Győr, 1874